# 매튜 뉴턴
매슈 뉴턴(Matthew Newton, 1977년 1월 22일 ~ )은 오스트레일리아의 배우, 영화 감독, 각본가이다.
멜버른에서 태어났다.

## 영화
- Who We Are Now (2017)
- 프럼 노웨어 (2016년)
- 거짓말 (2011년) - 스티브 역
- 페이스 투 페이스 (2011년) - 잭 역
- 쓰리 블라인드 마이스 (2008년)
- 비터 앤 트위스티드 (2008년)
- 그레이트 레이드 (2005년)
- 퀸 오브 뱀파이어 (2002년) - 아맨드 역
- 마이 마더 프랭크 (2000년)
- 알리브란디를 찾아서 (2000년)
- 파스케이프 (1999년)
- 올 세인츠 (1998년)
- 바디 멜트 (1993년)